# Kuala Lumpurstadion
Het Kuala Lumpurstadion is een multifunctioneel stadion in Kuala Lumpur, de hoofdstad van Maleisië. Het stadion wordt vooral gebruikt voor voetbalwedstrijden, maar er worden ook rugbywedstrijden gespeeld. De voetbalclubs Selangor FA en Kuala Lumpur FA maken gebruik van dit stadion. In het stadion is plaats voor 18.000 toeschouwers.